# Lana Turner
Pour les articles homonymes, voir Turner.
Lana Turner, de son vrai nom Julia Jean Mildred Frances Turner, est une actrice américaine de cinéma née le 8 février 1921 à Wallace dans l'Idaho et morte le 29 juin 1995 dans le quartier de Century City à Los Angeles en Californie. 
Au cours d'une carrière de près de cinq décennies, elle devient célèbre à la fois en tant que pin-up et actrice de cinéma, ainsi que pour sa vie personnelle très médiatisée. Au milieu des années 1940, elle est l'une des actrices américaines les mieux payées et l'une des plus grandes stars de la Metro-Goldwyn-Mayer, ses films ayant rapporté environ un milliard de dollars en 2024 au studio au cours de son contrat de 18 ans. Turner est fréquemment citée comme une icône de la culture populaire en raison de sa personnalité glamour et de son statut de légende du cinéma de l'âge d'or d'Hollywood.
Née dans l'Idaho de parents ouvriers, elle y passe son enfance avant que sa famille ne déménage en Californie.  En 1936, à l'âge de 15 ans, elle est découverte par un dénicheur de talents dans une boutique de sodas et bonbons à Hollywood. À l'âge de 16 ans, elle signe un contrat personnel avec le réalisateur Mervyn LeRoy de la Warner Bros., qui l'emmène avec lui lors de son transfert à la MGM en 1938. Elle attire rapidement l'attention en incarnant une victime de meurtre dans son premier film, La ville gronde (1937), et se tourne plus tard vers des seconds rôles qui la représentent souvent comme une ingénue.
Au début des années 1940, Turner s'impose comme une actrice de premier plan et l'une des plus grandes stars de la MGM, apparaissant dans des films tels que le film noir Johnny, roi des gangsters (1941), le film musical La Danseuse des Folies Ziegfeld (1941), le film d'horreur Docteur Jekyll et M. Hyde (1941), et le drame romantique Je te retrouverai (1942), ce dernier étant l'un des nombreux films dans lesquels elle joue aux côtés de Clark Gable. Sa réputation de femme fatale glamour est renforcée par sa performance acclamée par la critique dans le film noir Le facteur sonne toujours deux fois (1946), un rôle qui l'établit comme une actrice dramatique sérieuse. Sa popularité ne se dément pas tout au long des années 1950 avec des drames tels que Les Ensorcelés (1952) et Les Plaisirs de l'enfer (1957), ce dernier lui valant une nomination à l'Oscar de la meilleure actrice.
En 1958, elle est l'objet d'une intense couverture médiatique lorsque son amant Johnny Stompanato meurt poignardé par la fille adolescente de Turner, Cheryl Crane (en), au cours d'une querelle domestique dans leur maison. Son film suivant, Mirage de la vie (1959), s'avère être l'un des plus grands succès commerciaux de sa carrière et son rôle principal dans Madame X (1966) lui vaut le David di Donatello de la meilleure actrice étrangère. Elle passe la majeure partie des années 1970 en semi-retraite, faisant sa dernière apparition au cinéma en 1980. Elle accepte un rôle d'invitée récurrente très médiatisé et lucratif dans la série télévisée Falcon Crest en 1982, la série recueillant par la suite des audiences particulièrement élevées. On lui diagnostique un cancer de la gorge en 1992 et elle meurt trois ans plus tard à l'âge de 74 ans.

## Biographie

### Jeunesse & débuts
Julia Jean Mildred Frances Turner, est née le 8 février 1921 à Wallace dans l'Idaho. Elle était le seul enfant de John Virgil Turner, un mineur de Montgomery, Alabama d'origine néerlandaise et Mildred Frances Cowan de Lamar, Arkansas, qui avait des ancêtres anglais, écossais et irlandais. Mildred était à quatre jours de son propre 17e anniversaire lorsqu'elle a donné naissance à son unique enfant.

### Un début instable
La destinée de Lana Turner a été aussi mouvementée que les scénarios de ses films. Sa mère Mildred Frances Cowan s'était mariée à 16 ans avec John Virgil Madison Turner et lui donne naissance à 17 ans.
Ses parents étant instables, la petite habitait régulièrement chez sa grand-mère maternelle très stricte.
Elle n'a que neuf ans quand son père, Virgil Turner, est assassiné le 14 décembre 1930, dans une rue de San Francisco, après une partie de poker. Lana Turner, alors prénommée Julia, est placée dans une institution religieuse avant de rejoindre sa mère, devenue esthéticienne, à Los Angeles.

### La Sweater girl

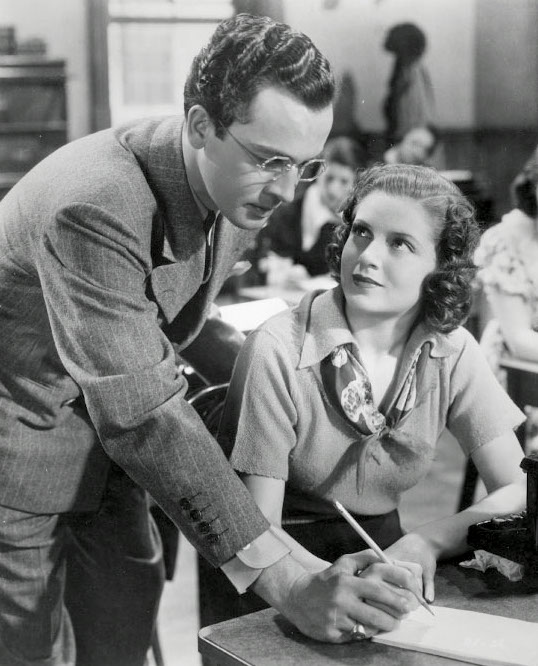
Lana Turner à ses débuts dans La ville gronde (1937)

La légende dit qu'un responsable de la revue The Hollywood Reporter, Billy Wilkerson, la remarque en 1935, dans un drugstore en train de déguster une glace, en face de la Hollywood Highschool, où elle suit depuis peu des cours de dactylographie. Il lui suggère de faire du cinéma et l'envoie se présenter aux dirigeants de l'agence de Zeppo Marx. Elle commence à faire de la figuration dans Une étoile est née (1937) de William A. Wellman, mais surtout elle y rencontre le réalisateur Mervyn LeRoy. Grand découvreur de talents, Lana Turner étant l’exemple le plus célèbre, le réalisateur détecte en elle un potentiel et lui donne un second rôle marquant dans le drame social, La ville gronde (1937). À la demande de Mervyn LeRoy, la jeune fille se prénomme désormais Lana et se fait surtout remarquer dans ce film par le port d'un sweater qui moule remarquablement ses formes. Grâce à ces pull-overs, trop petits pour elle, on la surnomme « sweater girl », elle devient une idole pour la jeunesse. Elle fait ensuite deux apparitions dans des films d'époque.

### La bombe fatale

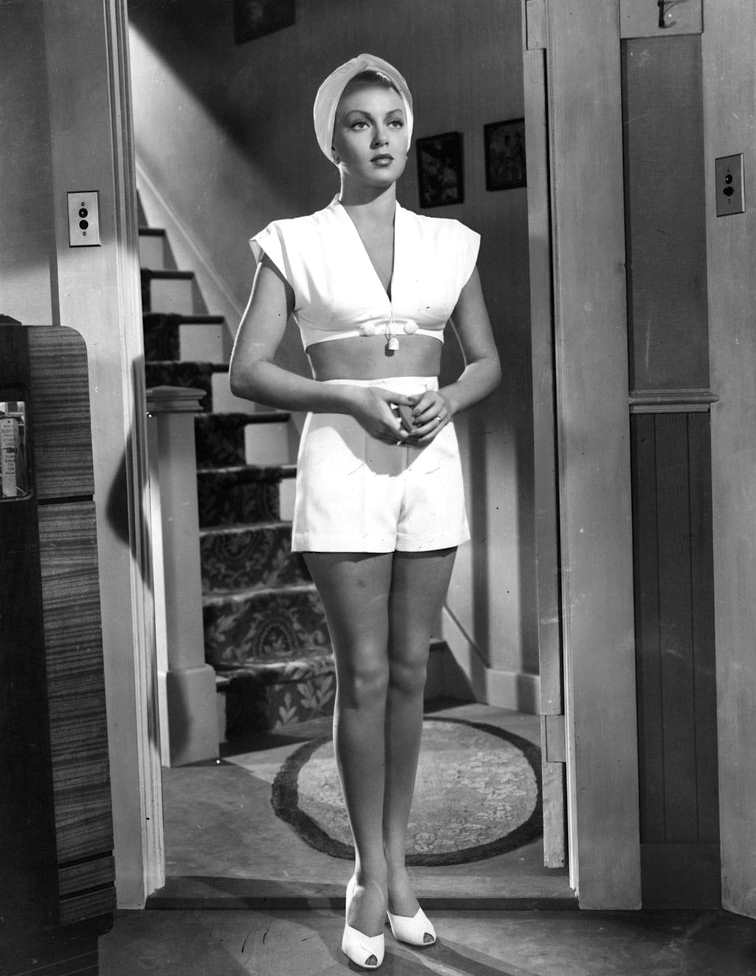
Lana Turner dans l'un de ses rôles les plus célèbres Le facteur sonne toujours deux fois.

Lana Turner est liée par un contrat spécial à Mervyn LeRoy et en 1938, quand le réalisateur quitte la firme Warner Bros. pour la firme Metro-Goldwyn-Mayer, il emmène avec lui sa jeune protégée. Elle commence alors sa longue et prestigieuse carrière dans cette firme. Elle suit des cours de diction, d'art dramatique et de danse à la Little Red School House, l'école de la MGM, en même temps que deux élèves célèbres : Judy Garland et Mickey Rooney. Elle tourne, son premier film MGM, avec ces « deux enfants stars » dans la populaire série des « Andy Hardy », L'amour frappe André Hardy (1938). Mais très vite, Louis B. Mayer comprend que sa nouvelle recrue a tout pour remplacer la star Jean Harlow, qu'il vient de perdre tragiquement, et devenir le nouveau sex-symbol de la compagnie.
Après avoir participé à plusieurs films de série B, elle éclate dans La Danseuse des Folies Ziegfeld de Robert Z. Leonard qui fut l'un des plus grands succès de 1941. Superproduction, ce film marque un véritable tournant dans la carrière de Lana Turner et elle y éclipse ses partenaires : Judy Garland, Hedy Lamarr et James Stewart. Son salaire monte à 1 500 USD par semaine et la MGM lui offre désormais des rôles plus étoffés.
Elle tourne avec les stars les plus prestigieuses du studio, comme Spencer Tracy dans Dr Jekyll and M. Hyde (où elle devait interpréter le rôle de la prostituée, avant qu'Ingrid Bergman ne le réclame), Robert Taylor dans Johnny, roi des gangsters de Mervyn LeRoy, Walter Pidgeon dans Week-end au Waldorf et surtout Clark Gable où l'alchimie du couple est explosive, ils se retrouvent dans plusieurs films dont Franc jeu, Je te retrouverai ou Le Retour qui apparaissent au box-office. Pendant la Seconde Guerre mondiale, Lana Turner est une des pin-up les plus populaires des G.I. et elle participera activement aux divertissements destinés au moral des troupes.
En 1942 elle fait la connaissance du comédien/restaurateur Joseph Stephen Crane. Il devient son second mari avec lequel, le 25 juillet 1943, Lana Turner donne naissance à sa fille unique, Cheryl.
C'est en 1946, avec le sulfureux Le facteur sonne toujours deux fois, qu'elle marque à jamais la mémoire des cinéphiles. La MGM, pourtant peu habituée aux films noirs, lui donne un rôle de femme fatale. La première apparition de son personnage, confondu avec l'actrice, tout de blanc vêtu est ainsi décrite : « Lana Turner, presque toujours habillée de blanc, le parfait de sa plastique, de ses mouvements de hanches. On cherchait, d’instinct, à deviner sous cette blancheur la rondeur d’un sein ou la ligne des fesses. » 
Lana Turner est l'une des actrices les plus rentables de la MGM, comme le prouvent ses succès suivants, le spectaculaire film Le Pays du dauphin vert, Le Retour où elle retrouve Mervyn LeRoy et Clark Gable, deux films de George Sidney, Éternel Tourment avec Spencer Tracy, et Les Trois Mousquetaires où elle incarne la vénéneuse Milady de Winter aux côtés de Gene Kelly.
En 1953, elle trouve l'un de ses meilleurs rôles dans Les Ensorcelés, satire du milieu hollywoodien, sous la direction de Vincente Minnelli. Son rôle de Georgia Lorrison est inspiré plus ou moins de la vie de Diana Barrymore, fille de l'acteur John Barrymore. Le film fut nommé six fois aux oscars et reçut cinq trophées.
Elle joue surtout par la suite des personnages romanesques comme Crystal Radek dans la troisième version de La Veuve joyeuse, une grande prêtresse biblique dans Le Fils prodigue, une lady amoureuse du fils d'un Maharadjah dans La Mousson jusqu'à la maîtresse du roi Henri II Diane de Poitiers qui est son dernier film chez MGM après dix-huit ans de règne.
« Lorsque j’ai eu fini Diane, avoua Lana Turner, je me revois encore quitter le studio sans un regard en arrière. Il était étrange de voir ces rues désormais vides. Elles avaient été ma seconde demeure, peut-être ma maison la plus stable durant dix-sept ans. Je me souviens combien j’étais excitée lorsque j’ai vu ces visages fameux à l’époque de l’âge d’or de la MGM et le bonheur de faire bientôt partie d’eux. Maintenant la gloire était passée. »
Elle est l'exemple même de la femme fatale et inspire les générations ultérieures. C'est d'ailleurs d'elle que vient le pseudonyme de la chanteuse américaine Lana Del Rey, la suite faisant référence à une voiture des années 1950.

### Le second souffle

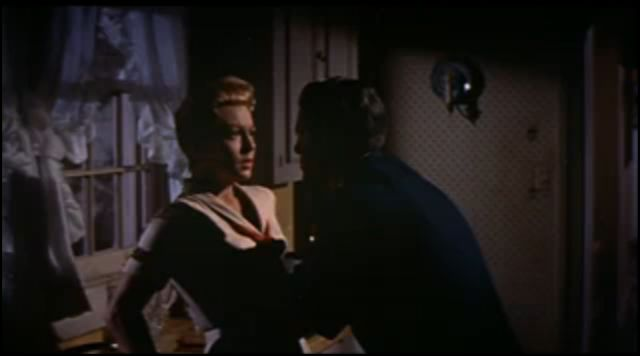
Lana Turner et Lee Philips dans Les Plaisirs de l'enfer

Rendue à la liberté, Lana Turner accepte l'offre du producteur Jerry Wald de tourner Les Plaisirs de l'enfer aux côtés de l'acteur-réalisateur Lee Philips. Le film, adapté du best-seller Peyton Place, est un succès extraordinaire et donne un second souffle à la carrière de Turner. Il recueille neuf pré-candidatures aux Oscars, dont celui du meilleur rôle féminin pour Lana Turner et ce pour la première fois.

### Légitime défense

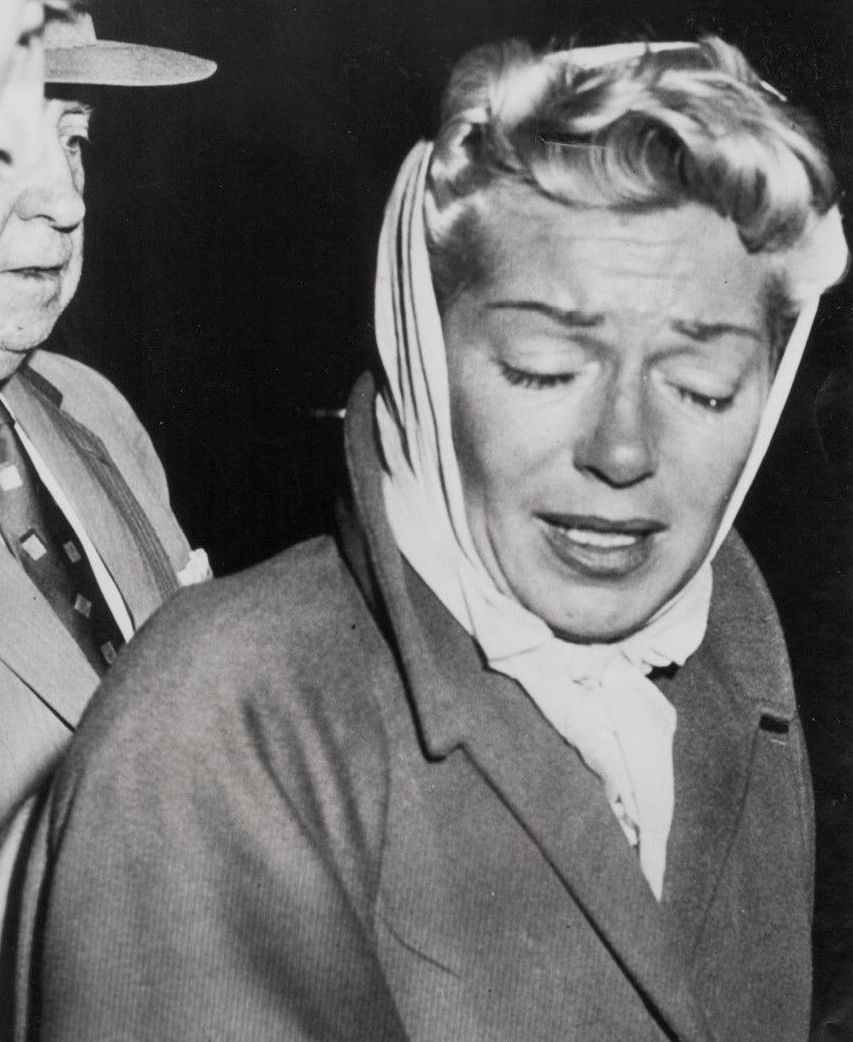
Lana Turner le 4 avril 1958.

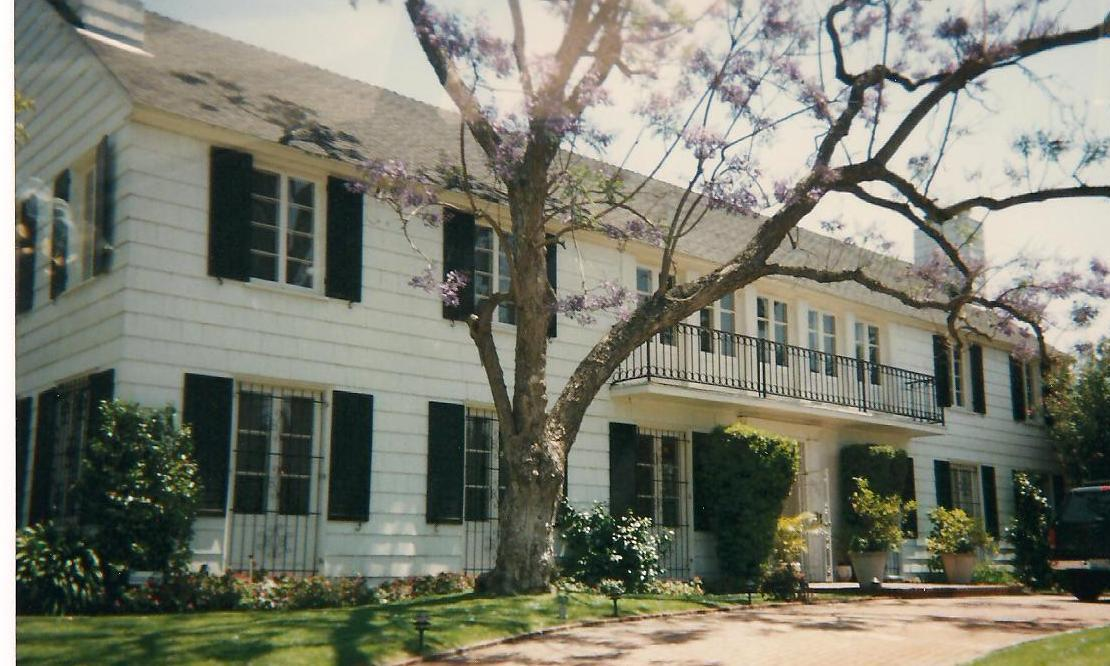
Ancienne maison de Lana Turner au 730 N. Bedford Drive à Beverly Hills, lieu où fut assassiné son ancien petit ami Johnny Stompanato.

Une ombre surgit dans la vie privée de la star. Le 4 avril 1958, la fille de Lana Turner, Cheryl Crane âgée de quatorze ans, assiste à une violente dispute entre sa mère et son amant de l'époque, le gangster Johnny Stompanato, avec qui elle entretient une relation tumultueuse, et qu'elle n'arrive pas à quitter. Cheryl le poignarde, en voulant défendre sa mère terrorisée par celui-ci qui menace de la tuer. Le scandale est énorme. Les journaux et les chaînes de télévision font leurs choux gras de cette triste affaire. Accusée d'homicide légitime, Cheryl Crane quitte libre le tribunal, après 18 jours d'emprisonnement, l'enquête ayant établi qu'elle avait agi pour protéger sa mère et elle est confiée à sa grand-mère. Le tout Hollywood se demande si la carrière de la star n'est pas finie.
Mais en fait ce serait Lana Turner qui aurait poignardé son amant en le trouvant endormi au lit avec sa fille (de 14 ans) après un rapport sexuel. La mise en scène aurait alors été arrangée par Fred Otash (qui l'a confessé en 1992) et l'avocat Jerry Giesler, pour protéger Lana Turner.

### Une rentrée triomphale

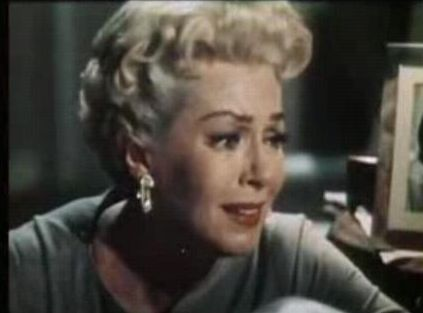
Mirage de la vie.

Malgré le scandale, Lana Turner effectue une rentrée triomphale avec le flamboyant mélodrame de Douglas Sirk, Mirage de la vie. Les énormes recettes du film remettent à flots les studios Universal Pictures alors en proie aux plus graves difficultés financières et mettent également Lana Turner à l'abri financièrement car elle possède 50 % des profits nets du film. Elle perçoit onze millions de dollars pour la seule première année d'exploitation mondiale.
Désormais, Lana Turner tourne peu et ses quelques films sont loin d'être marquants. Elle est encore remarquable dans Madame X, son dernier grand rôle où elle fascine, n'hésitant pas à se grimer. Elle travaille pour le petit écran, notamment dans la série Falcon Crest en 1982 et 1983.

### Mort
Lana Turner meurt des suites d'un cancer de la gorge le 29 juin 1995 dans le quartier de Century City à Los Angeles en Californie.

## Mariages
Lana Turner s'est mariée huit fois et a divorcé sept fois, son deuxième mariage ayant été annulé :
- en février 1940 avec le clarinettiste et chef d’orchestre Artie Shaw, divorcée en septembre 1940 ;
- en juillet 1942 avec l'acteur Steve Crane (en) ; comme ce dernier n'était pas divorcé de sa première femme, ils annulèrent le mariage en janvier 1943, pour se remarier le 14 mars 1943, quand tout fut en règle ; Steven Crane est le père de son unique enfant, Cheryl (en)[6] ; divorcée le 21 août 1944 ;
- le 26 avril 1948 avec Henry Topping ; divorcée le 12 décembre 1952 ;
- le 8 août 1953 avec l'acteur Lex Barker ; divorcée le 22 juillet 1957 au motif qu'il aurait abusé de sa fille Cheryl ;
- le 27 novembre 1960 avec Fred May ; divorcée le 15 octobre 1962 ;
- le 22 juin 1965 avec Robert Eaton ; divorcée le 1er avril 1969 ;
- le 9 mai 1969 avec Ronald Dante (en) ; divorcée le 26 janvier 1972.

Outre une liaison durant les années 1950 avec le mafieux Johnny Stompanato (tué le 4 avril 1958 par sa fille Cheryl), elle a eu des liaisons avec Howard Hughes, Tyrone Power, Tony Martin, Fernando Lamas, Peter Lawford, Errol Flynn, Rory Calhoun, Robert Taylor, Mickey Rooney et Frank Sinatra.

## Publication
Lana Turner a écrit une autobiographie en 1983 : Lana: The Lady, the Legend, the Truth.

## Citations
- « Un homme qui a réussi est un homme qui gagne plus d'argent que sa femme n'en dépense. Et une femme qui a réussi est une femme qui a trouvé un tel homme[7]. »
- Lana Turner se passionna pour son rôle de Cora dans Le Facteur Sonne Toujours Deux Fois, visionnant avec soin les rushes et prenant des notes afin de s’imprégner de son personnage, elle déclara : « Il peut sembler étrange, avouait-elle, que je fasse de ce personnage de femme totalement mauvaise mon préféré. La vérité est que jouer une " mauvaise femme " permet au public d'apprécier le jeu de l'actrice qui l'interprète. Cora n'était pas une héroïne conventionnelle. Je crois que j'ai compris les raisons profondes qui lui faisaient rêver d'un lopin de terre sur les collines - ce qu'elle considérait comme le symbole de la respectabilité et de la sécurité - alors qu'en même temps elle accomplissait des actes qui lui interdisaient à tout jamais de parvenir à concrétiser ce souhait. »

## Filmographie

### Cinéma

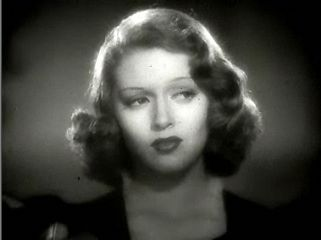
Coup de théâtre (1938).

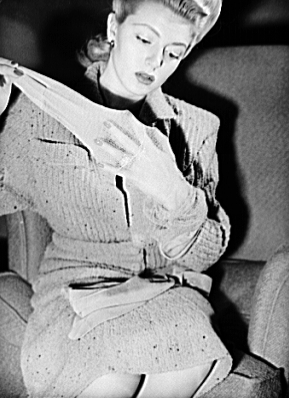
Lana Turner en 1941.

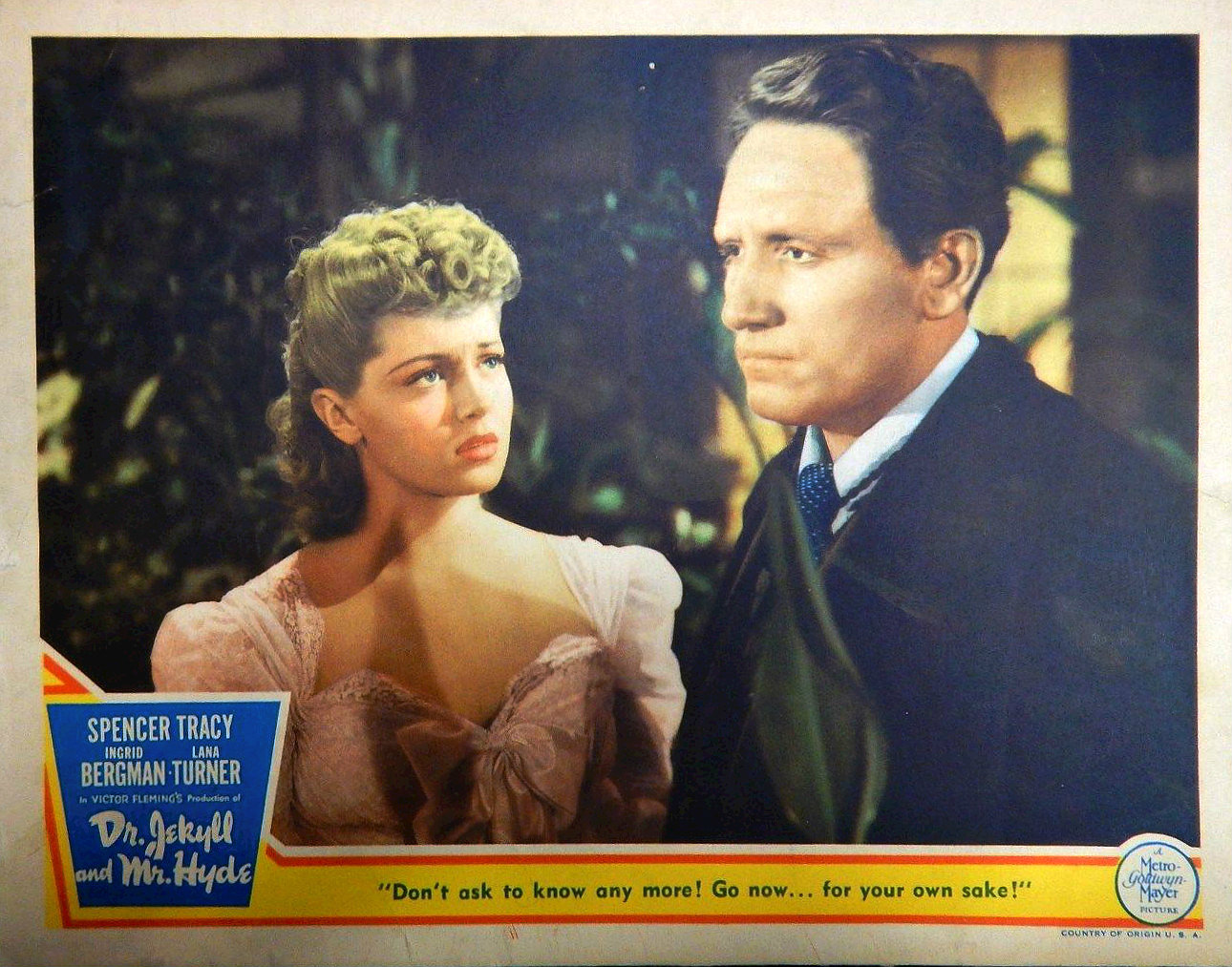
Lana Turner et Spencer Tracy dans Dr Jekyll and M.. Hyde (1941).

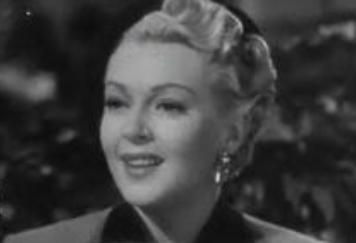
Ma vie à moi (1950).

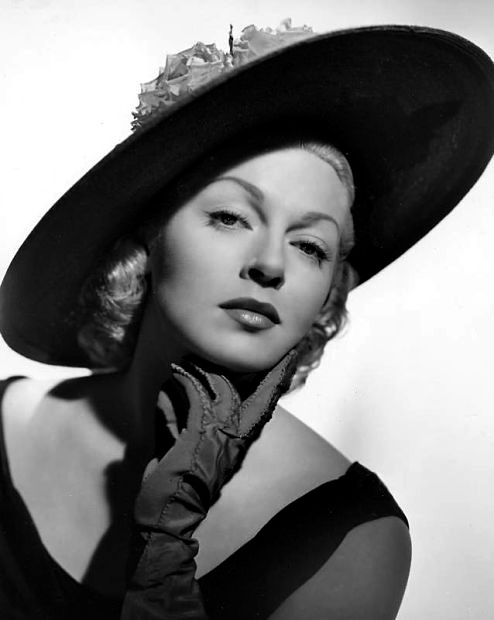
Lana Turner en 1951

- 1937 : Une étoile est née (A star is born), de William A. Wellman : figurante à Santa Anita
- 1937 : La Ville gronde (They won't forget), de Mervyn LeRoy : Mary Clay
- 1937 : Le Grand Garrick (The Great Garrick), de James Whale : Mademoiselle Auber
- 1938 : Chasseurs d'accidents (The Chaser) d'Edwin L. Marin : Miss Rutherford (scènes coupées)
- 1938 : Les Aventures de Marco Polo (The Adventures of Marco Polo), d'Archie Mayo : la servante de Nazama
- 1938 : L'Amour frappe André Hardy (Love Finds Andy Hardy), de George B. Seitz : Cynthia Potter
- 1938 : Quatre au paradis (Four's a Crowd), de Michael Curtiz (non créditée)
- 1938 : Rich Man, Poor Girl, de Reinhold Schünzel : Helen Thayer
- 1938 : Coup de théâtre (Dramatic School), de Robert B. Sinclair : Mado
- 1939 : On demande le docteur Kildare (Calling Dr Kildare), de Harold S. Bucquet : Rosalie Lewett
- 1939 : These Glamour Girls, de S. Sylvan Simon : Jane Thomas
- 1939 : Dancing Co-Ed, de S. Sylvan Simon : Patty Marlow
- 1940 : Two Girls on Broadway, de S. Sylvan Simon : Patricia 'Pat' Mahoney
- 1940 : We Who Are Young, de Harold S. Bucquet : Marjorie White Brooks
- 1941 : La Danseuse des Folies Ziegfeld (Ziegfeld girl), de Robert Z. Leonard : Sheila Regan
- 1941 : Dr Jekyll and M.. Hyde, de Victor Fleming : Beatrix Emery
- 1941 : Franc jeu (Honky Tonk), de Jack Conway : Elizabeth Cotton
- 1942 : Johnny, roi des gangsters (Johnny Eager), de Mervyn LeRoy : Lisbeth Bard
- 1942 : Je te retrouverai (Somewhere til find you), de Wesley Ruggles : Paula Lane
- 1943 : L'Amour travesti (Slightly dangerous), de Wesley Ruggles : Peggy Evans
- 1943 : La Du Barry était une dame (Du Barry was a Lady), de Roy Del Ruth : (apparition)
- 1944 : Le Mariage est une affaire privée (Mariage is a private affair), de Robert Z. Leonard : Theo Scofield West
- 1945 : L'amour s'en va-t-en guerre (Keep your powder dry) d'Edward Buzzell : Valerie Parks
- 1945 : Week-end au Waldorf (Week-end at Waldorf), de Robert Z. Leonard : Bunny Smith
- 1946 : Le Facteur sonne toujours deux fois (The Postman always rings twice), de Tay Garnett : Cora Smith
- 1947 : Le Pays du dauphin vert (Green Dolphin Street), de Victor Saville : Marianne Patourel
- 1947 : Éternel Tourment (Cass Timberlane), de George Sidney : Virginia Marshland
- 1948 : Le Retour (Homecoming), de Mervyn LeRoy : Jane McCall
- 1948 : Les Trois Mousquetaires (The Three Musketeers), de George Sidney : Milady de Winter
- 1950 : Ma vie à moi (A Life of Her Own), de George Cukor : Lily Brannel James
- 1951 : Laisse-moi t'aimer (M.. Imperium), de Don Hartman : Fredda Barlo
- 1952 : La Veuve joyeuse (The Merry Widow), de Curtis Bernhardt : Crystal Radek
- 1953 : Les Ensorcelés (The Bad and the beautiful), de Vincente Minnelli : Georgia Lorrison
- 1953 : Lune de miel au Brésil (Latin Lovers), de Mervyn LeRoy : Nora Taylor
- 1954 : La Flamme et la Chair (Flame and the flesh), de Richard Brooks : Madeline
- 1954 : Voyage au-delà des vivants (Betrayed), de Gottfried Reinhardt : Carla Van Oven
- 1955 : Le Fils prodigue (The Prodigal), de Richard Thorpe : Samarra
- 1955 : Le Renard des océans (The Sea Chase), de John Farrow : Elsa Keller
- 1955 : La Mousson (The Rains of Ranchipur), de Jean Negulesco : Lady Edwina Esketh
- 1956 : Diane de Poitiers (Diane), de David Miller : Diane de Poitiers
- 1957 : Les Plaisirs de l'enfer (Peyton Place), de Mark Robson : Constance MacKenzie
- 1958 : Madame et son pilote (The Lady Takes a Flyer), de Jack Arnold : Maggie Colby
- 1958 : Je pleure mon amour (Another time, another place), de Lewis Allen : Sara Scott
- 1959 : Mirage de la vie (Imitation of Life), de Douglas Sirk : Lora Meredith
- 1960 : Meurtre sans faire-part (Portrait in Black), de Michael Gordon : Sheila Cabot
- 1961 : Par l'amour possédé (By Love Possessed), de John Sturges : Marjorie Penrose
- 1961 : L'Américaine et l'Amour (Bachelor in Paradise), de Jack Arnold : Rosemary Howard
- 1962 : L'Inconnu du gang des jeux (Who's got the action ?), de Daniel Mann : Rosemary Howard
- 1965 : L'Amour a plusieurs visages (Loves has many faces), d'Alexander Singer : Kit Jordan
- 1966 : Madame X, de David Lowell Rich : Holly Parker
- 1969 : The Big Cube, de Tito Davison : Adriana Roman
- 1974 : Persecution, de Don Chaffey : Carrie Masters
- 1976 : Bittersweet Love, de David Miller : Claire
- 1980 : Witches' Brew (en) de Richard Shorr et Herbert L. Strock : Vivian Cross
- 1982 : Les Cadavres ne portent pas de costard (Dead Men Don't Wear Plaid), de Carl Reiner : Jimmi Sue Atfeld (images d'archives)
- 1991 : Thwarted, de Jeremy Hummer : Margo Lane

### Télévision
- 1969-1970 : The Survivors (série télévisée) : Tracy Carlyle Hastings (15 épisodes)
- 1969 : The Last of the Powerseekers (téléfilm) de Paul Henreid : Tracy Carlyle Hastings (images d'archives)
- 1982-1983 : Falcon Crest (série télévisée) : Jacqueline Perrault (6 épisodes)
- 1985 : La Croisière s'amuse (The Love Boat) (série télévisée) : Elizabeth Raleigh (2 épisodes)

## Voix françaises
- Jacqueline Carrel dans L'amour a plusieurs visages